# Мінато Мірай 21

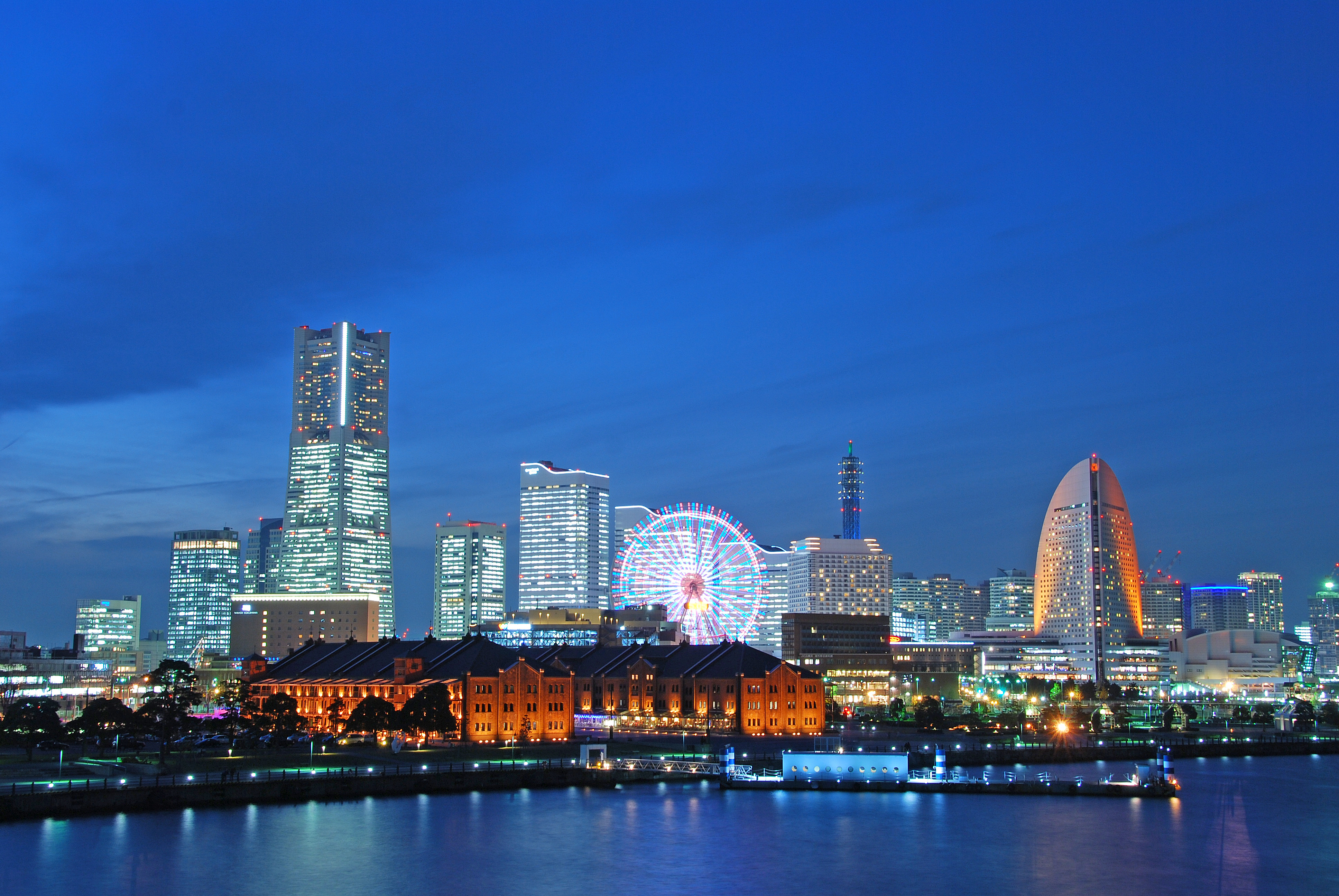
Мінато Мірай 21 у сутінках

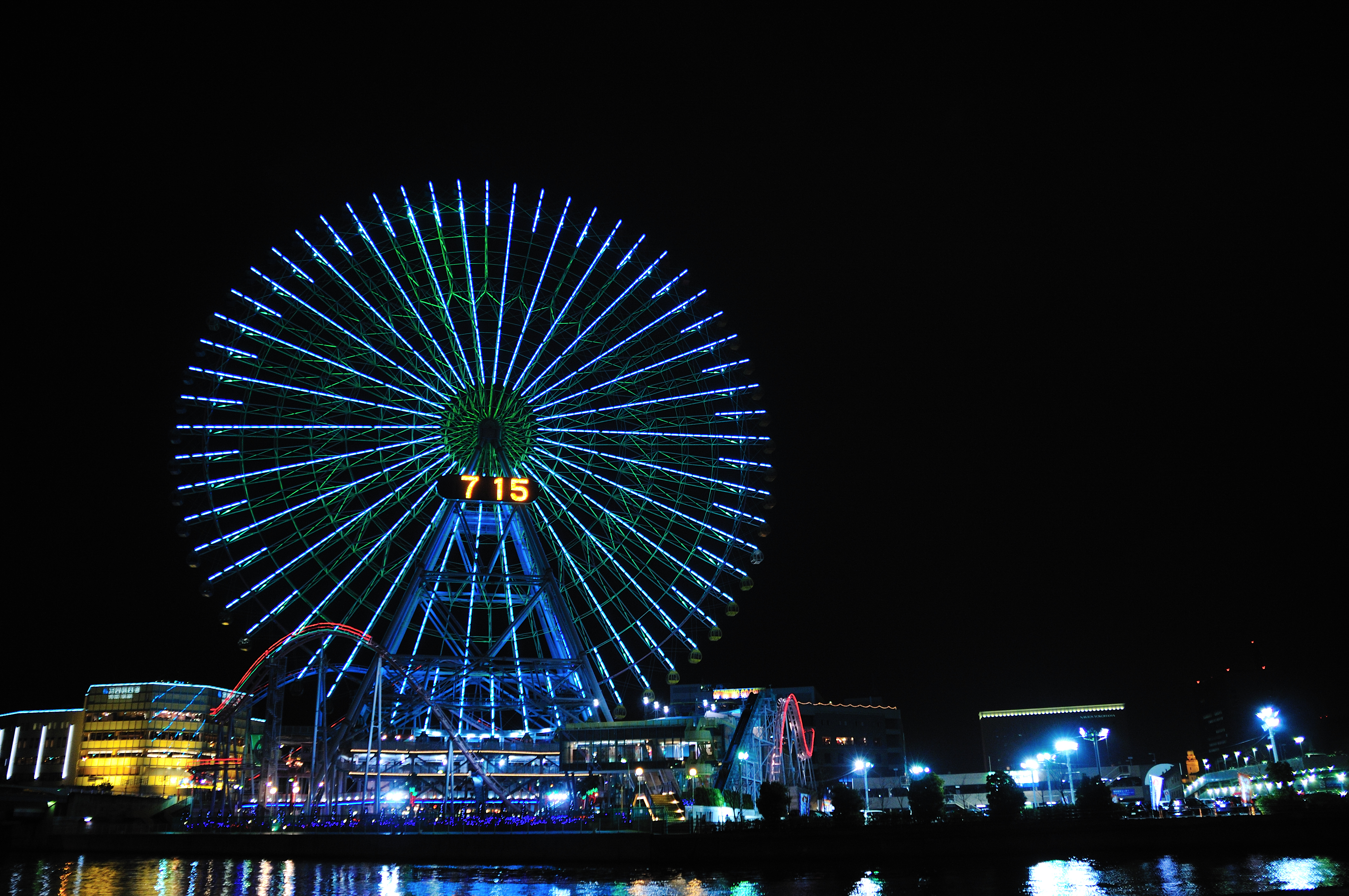
Оглядове колесо Cosmo Clock 21

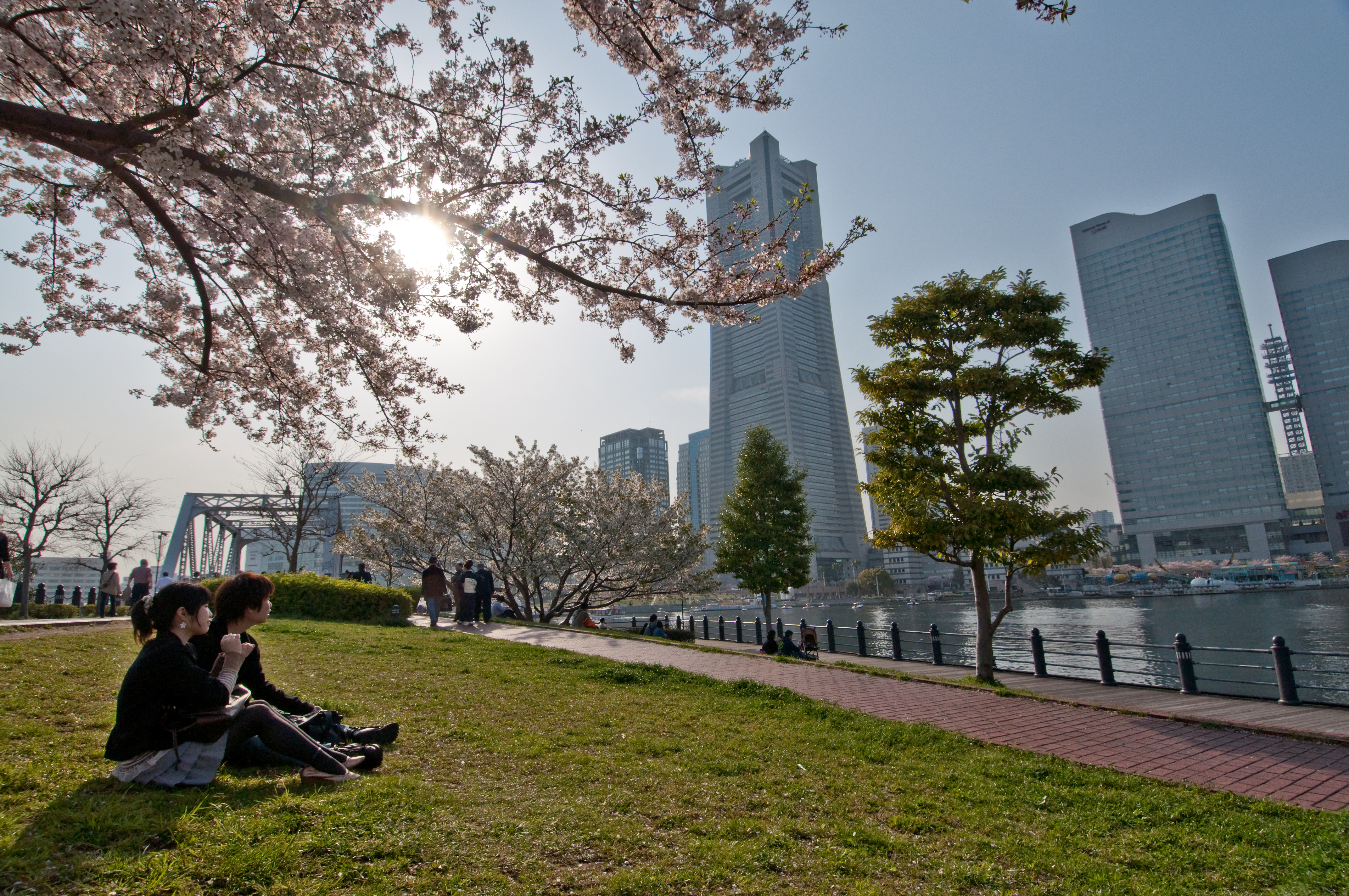
Вид на Мінато Мірай 21 з пішохідної зони Кісаміті

Мінато Мірай 21 (яп. みなとみらい21, Мінато Мірай Нідзюїті, також відомий як Мінато Мірай або скорочено ММ) — центральний діловий район японського міста Йокогама. Мінато Мірай був заснований у 1980-ті роки як великий міський центр і мав генеральний план розвитку. Він мав з'єднати традиційно важливі райони і ділові центри кварталу Каннай та район залізничної станції Йокогама.

## Історія
Мінато Мірай 21 був споруджений на площі 110 га колишньої припортової території, ще 76 га було намито штучно. Перші плани спорудження на згаданій ділянці ділового кварталу Йокогами належить до 1960-х років. 1981 року мешканцям міста було запропоновано обрати назву нового кварталу. Будівельні роботи розпочалися 1983 року. 1985 року було закладено парк на згадку про історичний корабель Ніппон-Мару, який помістили в затоплений колишній сухий док і перетворили на музей. 1989 року в Мінато Мірай було відкрито Йокогамський музей мистецтв та міст Йокогама-бей-бридж (Yokohama Bei Burijji). Скайлайн міста визначають такі будівлі, як Pacifico Yokohama (1991), до початку 2014 року найвищий хмарочос Японії Yokohama Landmark Tower (1993), торговельний центр Queen's Square Yokohama (1997) та велике оглядове колесо CosmoClock 21.
Триває розбудова і планування нових споруд кварталу.